# Fluten von Arnsnesta
Fluten von Arnsnesta este o arie protejată (sit de importanță comunitară — SCI) din Germania întinsă pe o suprafață de 113,24 ha, integral pe uscat.

## Localizare
Centrul sitului Fluten von Arnsnesta este situat la coordonatele 51°44′20″N 13°10′21″E / 51.7389°N 13.1725°E.

## Înființare
Situl Fluten von Arnsnesta a fost declarat sit de importanță comunitară în septembrie 2000 pentru a proteja 1 specie de plante și 6 specii de animale.

## Biodiversitate
Situată în ecoregiunea continentală, aria protejată conține 6 habitate naturale: Lacuri eutrofice naturale cu vegetație de tip Magnopotamion sau Hydrocharition, Cursuri de apă de la nivel de câmpie la nivel montan, cu vegetație Ranunculion fluitantis și Callitricho-Batrachion, Pajiști aluvionare inundabile, de Cnidion dubii, Fânețe de joasă altitudine (Alopecurus pratensis, Sanguisorba officinalis), Păduri acidofile de stejar bătrân cu Quercus robur pe câmpii nisipoase, Păduri aluvionare cu Alnus glutinosa și Fraxinus excelsior (Alno-Padion, Alnion incanae, Salicion albae).
La baza desemnării sitului se află mai multe specii protejate:
- plante (1): Luronium natans
- păsări (2): lăcar mare (Acrocephalus arundinaceus), presură de grădină (Emberiza hortulana)
- mamifere (2): castor (Castor fiber), vidră de râu (Lutra lutra)
- nevertebrate (1): Ophiogomphus cecilia
- pești (1): țipar (Misgurnus fossilis)

Pe lângă speciile protejate, pe teritoriul sitului au mai fost identificate 11 specii de plante, 1 specie de reptile.